# Ante Mrvica
Ante Mrvica (Žirje, 1952. − Šibenik, 7. veljače 2021.), bio je hrvatski pomorac, sveučilišni profesor, doktor znanosti i dugogodišnji koordinator za plovno područje Splita i Dubrovnika u Jadroliniji.

## Životopis
Rođen je na otoku Žirju 1952. godine, gdje je završio osnovnu školu. Srednju pomorsku školu završio je u Šibeniku, nakon čega se zaposlio kao mornar. 
Svoj 18. rođendan dočekao je na Atlantiku, na brodu Slobodne plovidbe iz Šibenika. Godine 1983. u londonskoj luci Britanska kraljevska mornarica zadržala je brod pod ciparskom zastavom na kojem je plovio zbog neplaćanja pristojbe. Brod je zaustavljen sudskom odlukom te su se s njega iskrcali svi osim Mrvice i četvorice hrvatskih pomoraca, koji britanskim vlastima nisu dozvoljavali prilaz brodu. S Mrvicom je pregovarao admiral Marshall Vincent Ricks jer je priča postala veliki skandal o kojem je pisao i Times, a u Hrvatskoj je o njoj izvještavao Jadran Marinković s Radio Splita. Nakon sudske rasprave, Mrvica je s ostatkom posade pušten iz britanskih teritorijalnih voda.
Tri godine kasnije dolazi u Split gdje je bio član prvog godišta tamošnjeg Pomorskog fakulteta. Za vrijeme studija strojarstva i nautike upoznao je buduću suprugu Ljiljanu. Završetkom studija, u travnju 1990. zaposlio se u Jadroliniji. Prvo je nekoliko godina bio inspektor flote na srednjem i južnom Jadranu, a nakon toga postaje koordinator Trećeg plovnog područja Split - Dubrovnik. Na tom poslu radio je cijela dva desetljeća, do kraja kolovoza 2017. godine. Svojim je zalaganjem, znanjem i prepoznatljivim javljanjima za Dnevnik HTV-a stekao naslove tata-mata za trajekte, dobri duh splitske luke i dobri duh Jadrolinije.
Godine 2014. stekao je zvanje doktora znanosti s područja tehnologije putničkog prijevoza pomorskog i riječnog prometa. Doktorsku disertaciju obranio je na Sveučilištu u Rijeci. Od 2015. predavao je dva kolegija na splitskom i zadarskom sveučilištu. 
Preminuo je u Šibeniku, 7. veljače 2021., u 69. godini života. Pokopan je tri dana kasnije na žirjanskom mjesnom groblju.

## Nagrade
Za svoj rad dobio je sljedeće nagrade i priznanja:
- Plakete Lastova, Šolte i Hvara;
- Priznanje Europske federacije turističkih novinara za rad u turizmu (2002.);
- Najbolji djelatnik u pomorstvu u Hrvatskoj (2005.);
- Nagrada Plavi cvijet;
- Plaketa 112 Državne uprave za zaštitu i spašavanje;
- Plaketa Pomorskog fakulteta u Splitu.

## Zanimljivosti
- Iako je na Pomorskom fakultetu u Splitu završio strojarstvo, nije htio da ga kolege vodaju okolo kao kufer pa je završio i nautički smjer.[2]